# Letca
Letca is een Roemeense gemeente in het district Sălaj.
Letca telt 2103 inwoners.

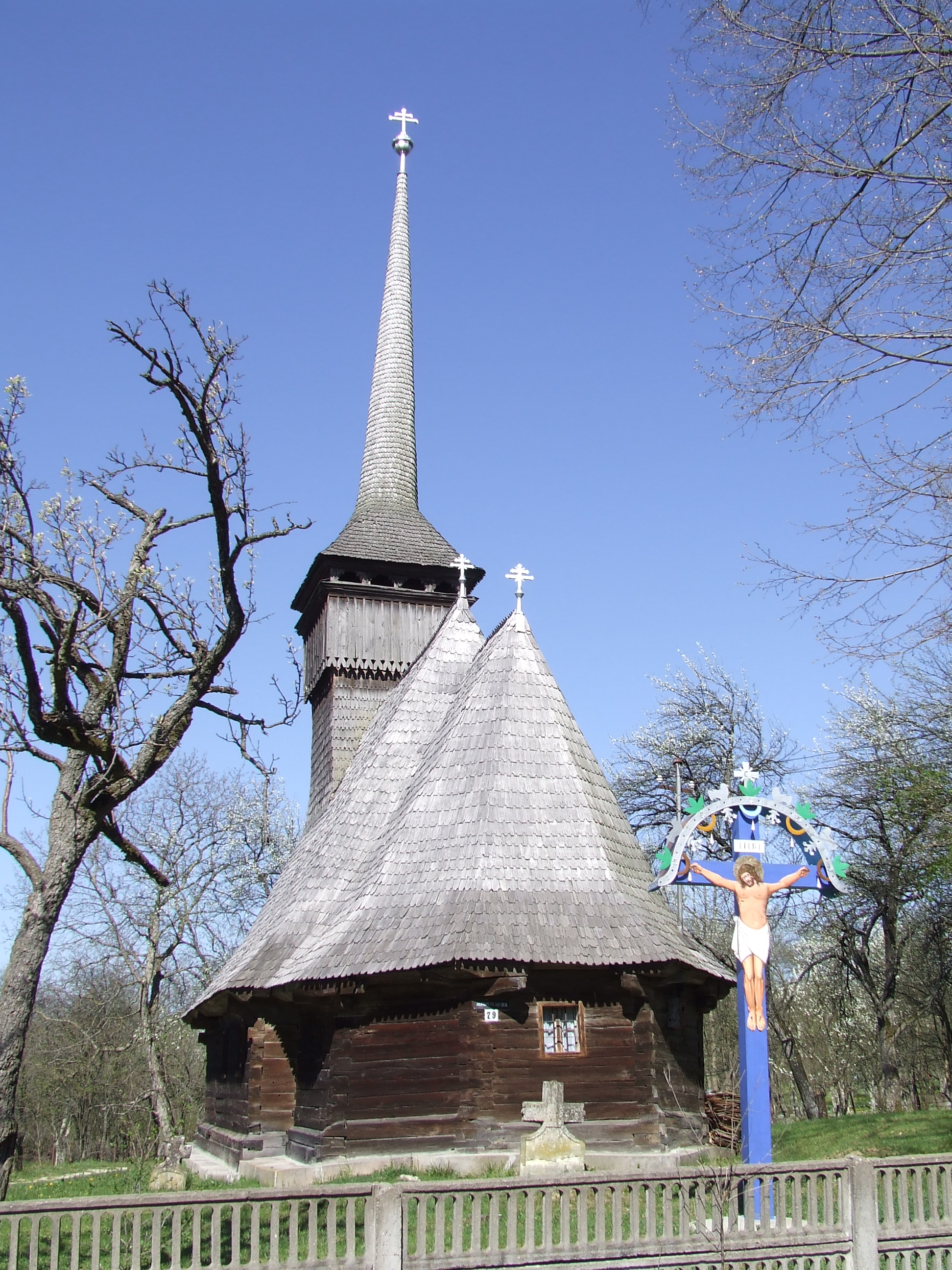
Kerk van Purcaret
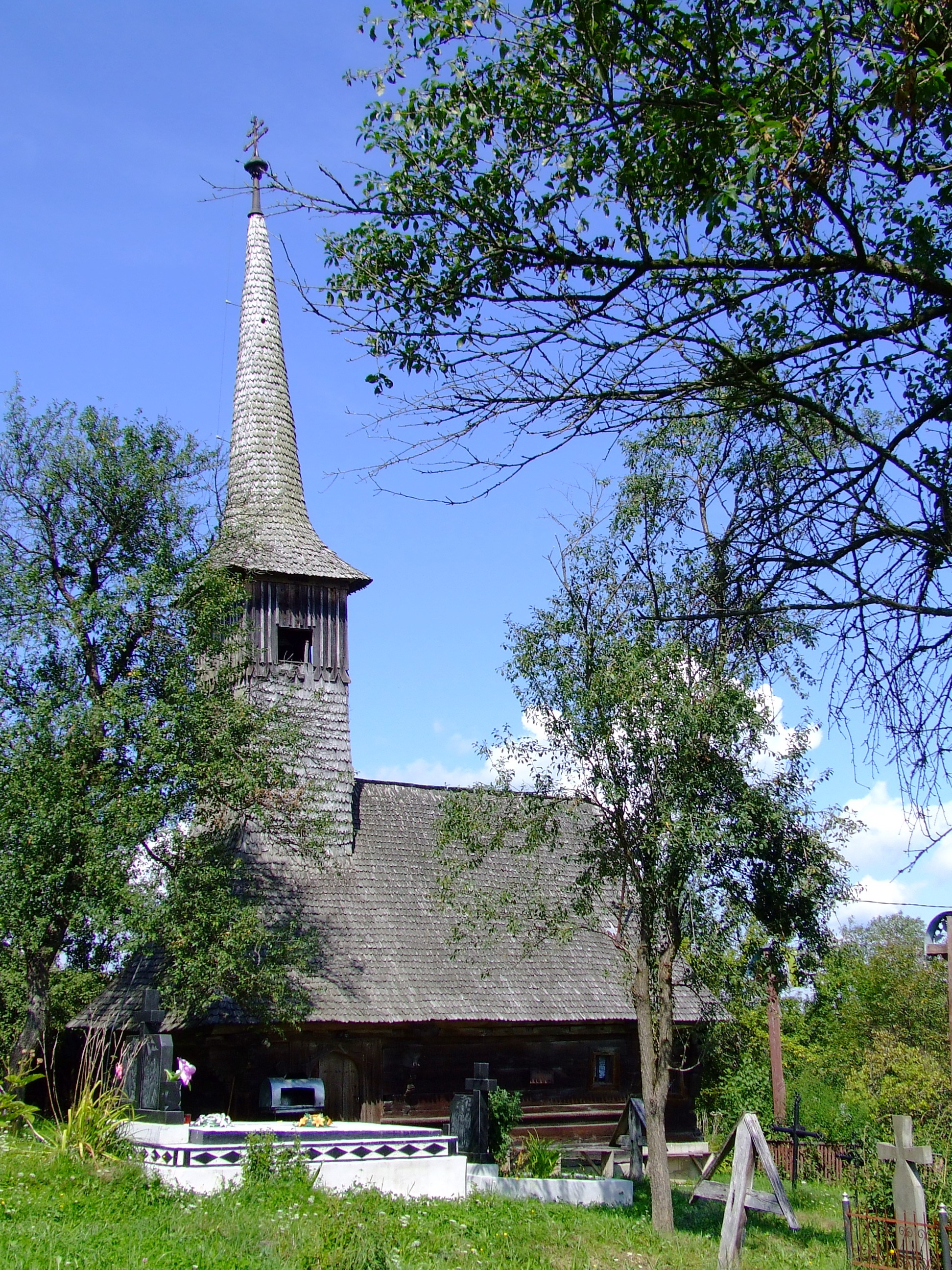
Kerk van Soimuseni
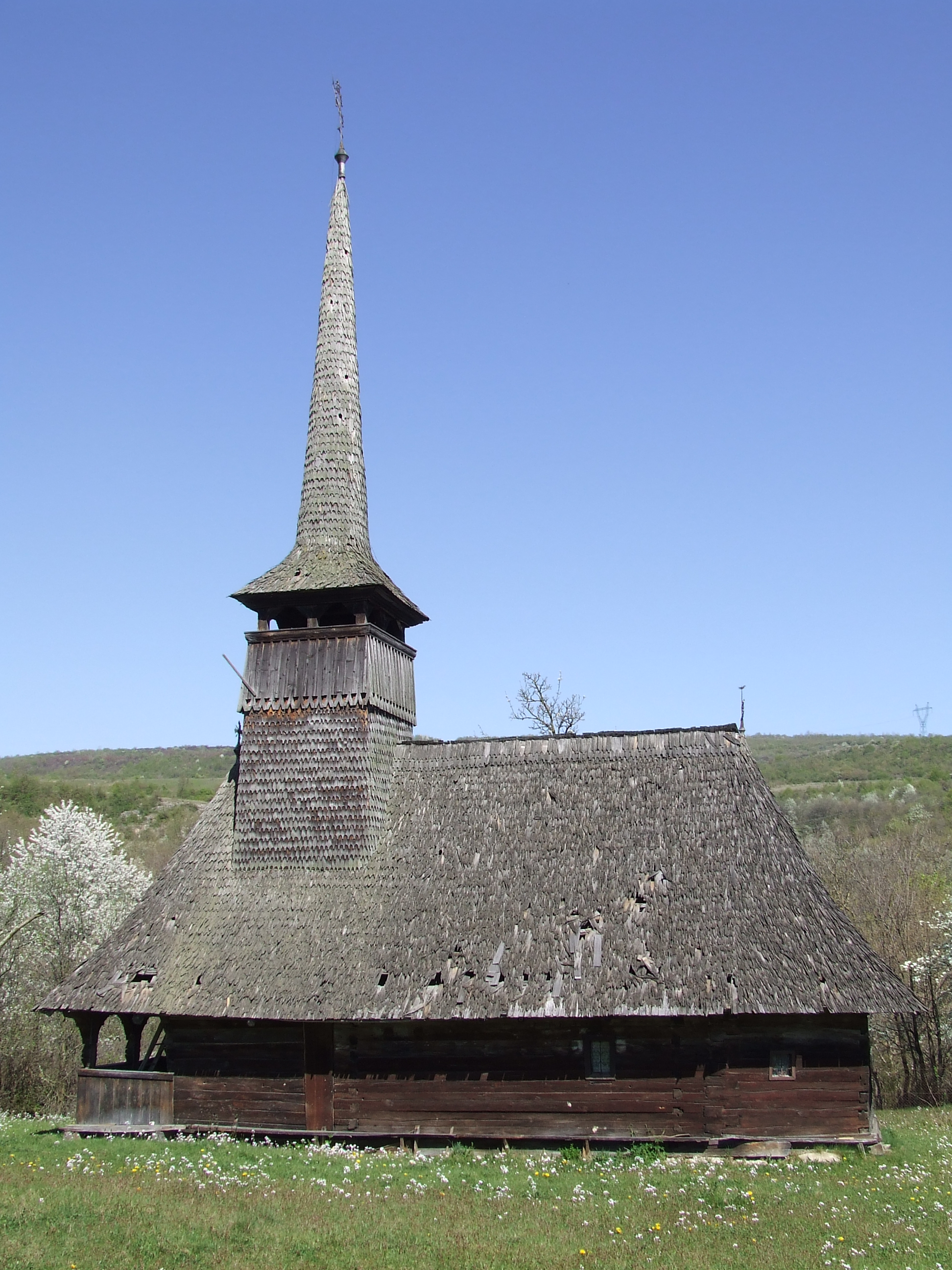
Kerk van Toplita
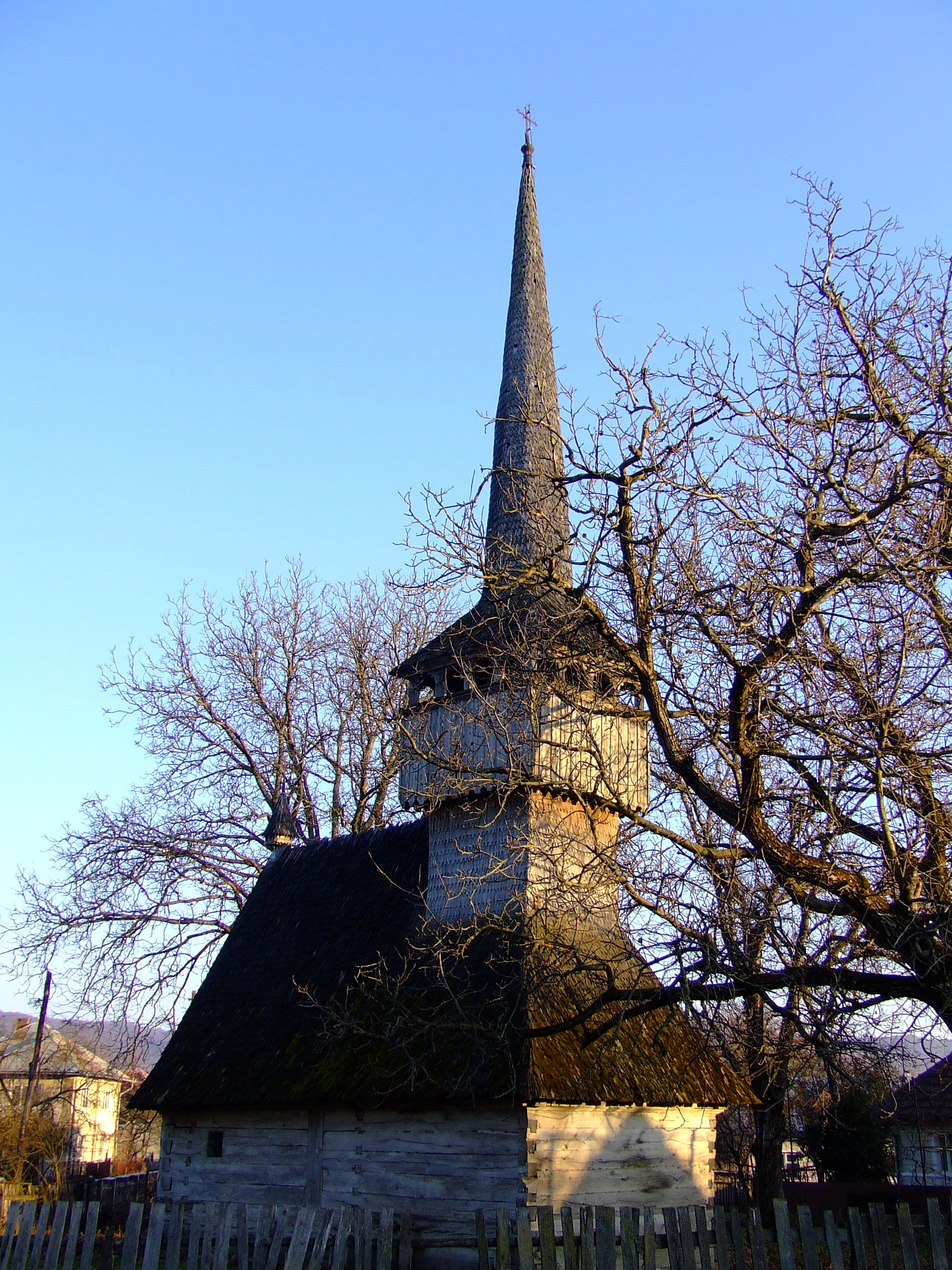
Kerk van Letca